# 菊池誠晃
菊池 誠晃（きくち まさあき、1978年3月25日 - ）は、日本の実業家。株式会社デジタルプラス創業者・代表取締役社長、一般社団法人日本クラウドソーシング検定協会理事。

## 人物・来歴
愛媛県八幡浜市生まれ。1996年愛媛県立八幡浜高等学校卒業、松山大学経営学部進学。大学在学中の1998年に教授の紹介で地元放送局からの委託を受けてホームページの企画・運営会社を行うためAKARIを起業する。2000年に会社を解散し、松山大学経営学部を卒業して、アイマジック設立に参画。
2001年サイバーエージェントに入社。2004年同社マネージャーに昇格。新規事業に携わったのち、2005年リアルワールド（現：デジタルプラス）設立、代表取締役社長就任。クラウドソーシング仲介サイトの運営を行い、2014年には東京証券取引所マザーズに上場を果たした。2015年日本クラウドソーシング検定協会理事。趣味はキックボクシングで、アマチュアキックボクシングの大会などに出場している。